# Pyrgocorypha rogersi
Pyrgocorypha rogersi är en insektsart som beskrevs av Henri Saussure och Francois Jules Pictet de la Rive 1898. Pyrgocorypha rogersi ingår i släktet Pyrgocorypha och familjen vårtbitare. Inga underarter finns listade i Catalogue of Life.